# Dieu n'est pas mort
Pour plus de détails, voir Fiche technique et Distribution.
Dieu n'est pas mort (God's Not Dead) est un film chrétien américain réalisé par Harold Cronk (en), sorti le 21 mars 2014.

## Synopsis
Josh Wheaton (Shane Harper), un étudiant chrétien évangélique, est inscrit dans un cours de philosophie enseigné par le professeur Jeffrey Radisson (Kevin Sorbo). Ce dernier exige que ses étudiants signent une déclaration disant que « Dieu est mort » pour valider. Josh est le seul étudiant qui refuse de signer. Lui-même athée, Radisson demande à Josh de débattre du sujet avec lui et décide de laisser les membres de la classe décider du gagnant. La petite amie de Josh, Kara, demande à celui-ci soit de signer la déclaration « Dieu est mort » ou de laisser tomber la classe de Radisson, parce que cela mettrait en péril leur avenir académique. Kara rompt avec Josh qui tient à sa foi en Dieu. Radisson donne à Josh vingt minutes à la fin des trois premières sessions de cours pour faire valoir que Dieu existe. Dans la première session, Josh présente son témoignage que Dieu a créé l'univers. Dans la deuxième session, Josh fait valoir que la théorie de l'évolution n'est pas aussi solide que généralement présentée.
Dans les deux premières sessions, Radisson a des contre-arguments pour certains des points de Josh. En fin de compte, il revient au troisième et dernier débat de Josh, qui a de nouveaux points convaincants à défendre. Josh arrête alors sa ligne de débat pour poser une question au professeur : « Pourquoi détestez-vous Dieu ? » Radisson explose de colère, confirmant détester Dieu pour la mort de sa mère. Josh demande comment on peut détester quelqu'un qui n'existe pas. La classe, convaincue, considère que Dieu n'est pas mort.

## Fiche technique
- Dates de sortie :
  - États-Unis : 21 mars 2014
  - France : 20 septembre 2017

## Distribution
- Kevin Sorbo : Professeur Radisson
- Shane Harper : Josh Wheaton
- David A. R. White : Révérend Dave
- Dean Cain : Marc Shelley
- Willie Robertson (en) : lui-même
- Korie Robertson (en) : elle-même
- Hadeel Sittu : Ayisha
- Paul Kwo : Martin Yip
- Trisha LaFache : Amy
- Cassidy Gifford : Kara

## Réception

### Box-office
Le film a été un succès commercial aux États-Unis, où il a récolté plus de 60 millions $ au box-office pour un budget de 2 millions $.

### Critiques
Le chroniqueur évangélique Michael Gerson s'est montré très critique à l'égard du film et de son message, ayant écrit dans le Washington Post : « Le principal problème de "Dieu n'est pas mort" n'est pas sa cosmologie ou son éthique, mais son anthropologie. Il part du principe que les êtres humains sont faits en carton. Les universitaires sont arrogants et cruels. Les blogueurs libéraux sont prétentieux et hargneux. Les incroyants ne croient pas à cause de leurs démons personnels. C'est de la personnification par la caricature. »
Le film a été recommandé par les organisations évangéliques The Dove Foundation (en).
Metacritic a enregistré une note de 16/100 des critiques . 
Rotten Tomatoes a enregistré une note de 12% des critiques et 75% de l’audience .

## Autour du film
Le scénario du film a été inspiré par des procès impliquant des chrétiens et des universités au sujet de la place de la foi sur les campus et par le livre "God's Not Dead: Evidence for God in an Age of Uncertainty" publié par le pasteur Rice Broocks,.

## Suites
- Dieu n'est pas mort 2
- Dieu n'est pas mort: Une lumière dans les ténèbres